# Cyanoleskia leucohalterata
Cyanoleskia leucohalterata là một loài ruồi trong họ Tachinidae.